# Jacques Rifflet
Pour les articles homonymes, voir Rifflet.
Jacques Rifflet (né à Schaerbeek le 7 février 1929 et mort à Evere le 15 novembre 2020) est professeur honoraire de droit et de politique internationale dans plusieurs universités et hautes écoles belges et auteur de plusieurs livres sur les religions,.

## Biographie
Jacques Rifflet est Docteur en Droit et diplômé de Sciences politiques de l'Université libre de Bruxelles (ULB). D'abord avocat près la Cour d'Appel de Bruxelles, il est ensuite journaliste et éditorialiste à la RTBF (radiotélévision belge francophone), couvrant l'actualité et de grands reportages internationaux.
Ensuite il se lance dans une carrière académique. Il est professeur de droit et de politique internationale à l’Université libre de Bruxelles, ainsi que directeur du Centre d'étude des relations européennes et chargé de cours à l’Institut Catholique des Hautes Études Commerciales (ICHEC). Il enseigne également le droit, la politique internationale et l'étude comparée des religions à l'Institut supérieur de traducteurs et interprètes (ISTI), à l'Université de Mons-Hainaut et à l'Institut supérieur d'architecture de la Cambre.
En 2007, à la demande de l'Union européenne, il préside un Groupe d'experts chargés de rédiger un rapport portant sur les principes conditionnant la bonne gouvernance des médias dans les pays d'Afrique.

## Publications
- 2002 : Plus est en nous, l'intégrale des entretiens Noms de Dieux d'Edmond Blattchen, Alice.  (ISBN 978-2930182438)
- 2009 : Édition revue de Les mondes du sacré, éditions Mols : Religions, Laïcité, Esotérisme, des origines à nos jours et leur influence sur la Politique internationale, livre comparant les grandes religions actuelles, la voie ésotérique et la laïcité, en relation avec l'actualité politique.
- 2012 : L'islam dans tous ses états, éditions Mols

Il est en outre coauteur de plusieurs autres livres.